# Hrabstwo Craighead
Hrabstwo Craighead (ang. Craighead County) – hrabstwo w stanie Arkansas w Stanach Zjednoczonych.
Obszar całkowity hrabstwa obejmuje powierzchnię 712,98 mil2 (1847 km²). Według spisu w 2020 roku liczy 111,2 tys. mieszkańców, w tym 70% skupiona była w mieście Jonesboro. Hrabstwo powstało 19 lutego 1859, posiada dwie siedziby administracyjne – Jonesboro i Lake City. 
Hrabstwo należy do nielicznych hrabstw w Stanach Zjednoczonych należących do tzw. dry county, czyli hrabstw gdzie decyzją lokalnych władz obowiązuje całkowita prohibicja.

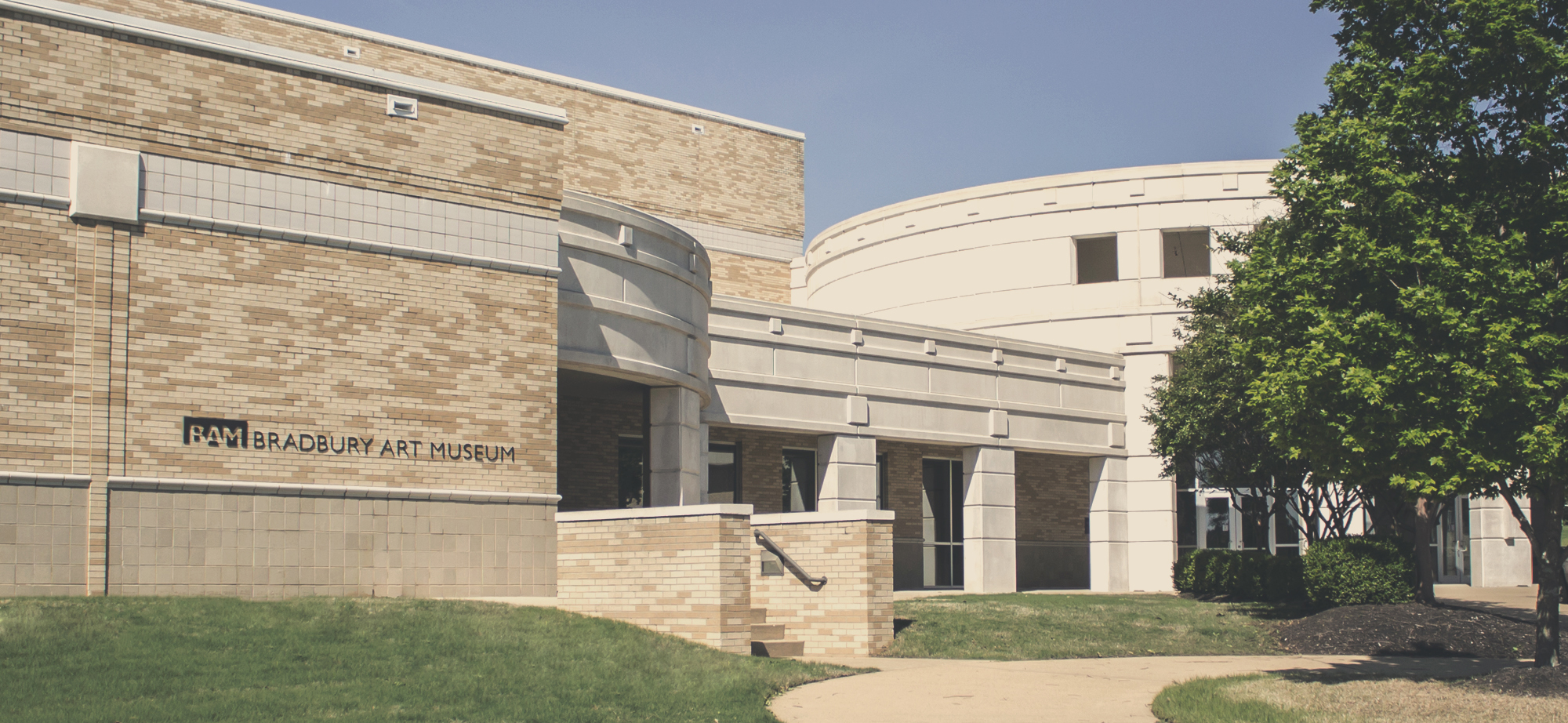
Muzeum w Jonesboro

## Sąsiednie hrabstwa
- Hrabstwo Greene (północ)
- Hrabstwo Dunklin (północny wschód)
- Hrabstwo Mississippi (wschód)
- Hrabstwo Poinsett (południe)
- Hrabstwo Jackson (zachód)
- Hrabstwo Lawrence (północny zachód)

## Miasta
- Bay
- Black Oak
- Bono
- Brookland
- Caraway
- Cash
- Egypt
- Jonesboro
- Lake City
- Monette

## Demografia

Piramida wieku hrabstwa

Według danych za lata 2017–2021, 3,8% mieszkańców urodziło się za granicami Stanów Zjednoczonych. W 2020 roku skład rasowy hrabstwa wyglądał następująco:
- biali nielatynoscy – 73,7%
- czarni lub Afroamerykanie – 17,5%
- Latynosi – 5,5%
- rasy mieszanej – 2%
- Azjaci – 1,3%
- rdzenni Amerykanie – 0,6%.

Według danych pięcioletnich z 2021 roku do największych grup należały osoby pochodzenia afroamerykańskiego, niemieckiego (11,5%), irlandzkiego (10,8%), „amerykańskiego” (10,4%), angielskiego (8,4%) i meksykańskiego (4,3%). 

## Religia

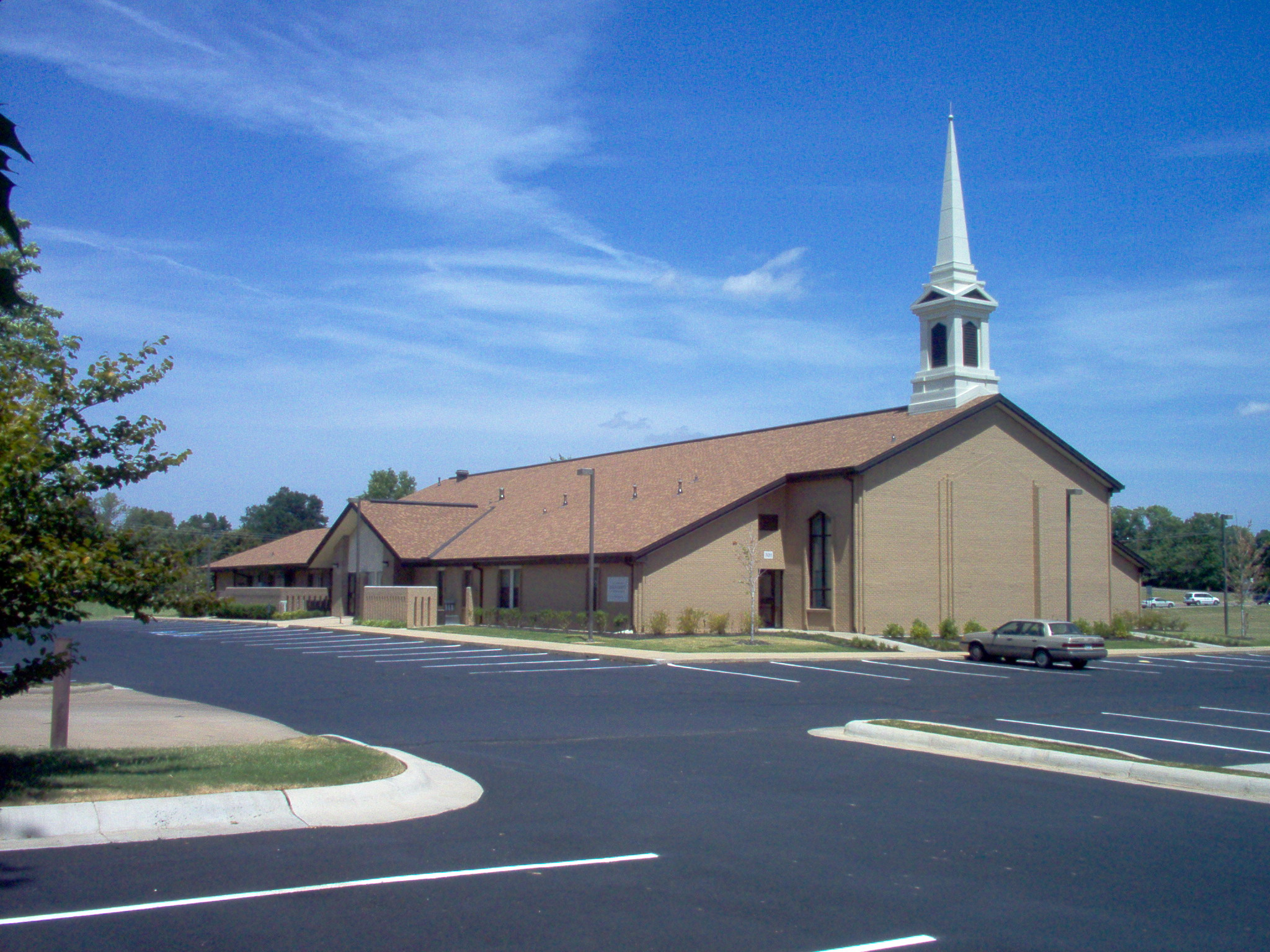
Kaplica mormońska w Jonesboro

W 2010 roku do największych grup religijnych w hrabstwie należeli:
- Południowa Konwencja Baptystów – 30,7 tys. członków w 51 zborach,
- Kościoły Chrystusowe – 6112 członków w 27 zborach,
- Zjednoczony Kościół Metodystyczny – 4578 członków w 19 kościołach,
- lokalne bezdenominacyjne zbory ewangelikalne – 3357 członków w 16 zborach,
- Kościoły zielonoświątkowe – ponad 3 tys. członków w 26 zborach,
- Kościół katolicki – 2470 członków w 2 kościołach,
- mormoni – 1058 członków w 4 zgromadzeniach.

## Główne drogi
- I-555
- U.S. 63
- Highway 1
- Highway 1
- Highway 18
- Highway 18
- Highway 69
- Highway 91
- Highway 135
- Highway 139
- Highway 141
- Highway 148
- Highway 158
- Highway 226
- Highway 230
- Highway 349
- Highway 351
- Highway 463